# Йовин
Йовин (на латински: Jovinus) е гало-римски сенатор, който има претенции да носи титлата западноримски император от 411 до 413 г., узурпатор в Галия.
Във Валенция е обсаден, заловен и убит в Нарбона (Южна Франция) по поръчка на Постум Дардан, преторианския префект на Галия. Главата му е пратена в Равена на императорския двор на Флавий Хонорий.